# 皮里亞廷區

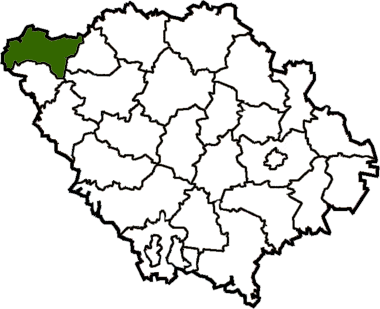
皮里亞廷區在波爾塔瓦州的位置

皮里亞廷區（烏克蘭語：Пирятинський район），曾是烏克蘭中部波爾塔瓦州的一個區，行政中心設於皮里亞廷，面積863.5平方公里，2015年人口31,999，人口密度每平方公里37.06人。
该区在2020年乌克兰行政区划改革中被撤销，其范围并入盧布尼區。